# Polyosma borneensis
Polyosma borneensis är en tvåhjärtbladig växtart som beskrevs av Schlechter. Polyosma borneensis ingår i släktet Polyosma och familjen Escalloniaceae. Inga underarter finns listade i Catalogue of Life.